# Tejas
Tejas är den femte skivan med bluesrock-bandet ZZ Top som släpptes 1977.

## Låtlista
| Nr  | Titel                            | Längd | Notering               |
| --- | -------------------------------- | ----- | ---------------------- |
| 1.  | It's Only Love                   | 4:22  |                        |
| 2.  | Arrested for Driving While Blind | 3:08  |                        |
| 3.  | El Diablo                        | 4:22  |                        |
| 4.  | Snappy Kakkie                    | 2:58  |                        |
| 5.  | Listen Now! Enjoy and Get It On  | 3:26  |                        |
| 6.  | Ten Dollar Man                   | 3:41  |                        |
| 7.  | Pan Am Highway Blues             | 3:14  |                        |
| 8.  | Avalon Hideaway                  | 3:07  |                        |
| 9.  | She's a Heartbreaker             | 3:01  |                        |
| 10. | Asleep in the Desert             | 3:24  | instrumental (Gibbons) |

## Medverkande
- Frank Beard - Trummor
- Billy Gibbons - Fiol, gitarr, munspel, sång
- Dusty Hill - Basgitarr, sång

## Produktion
- Producent: Bill Ham
- Tekniker: Terry Manning, Larry Nix
- Fotograf: Lee